# Dendrobium opilionites
Dendrobium opilionites är en orkidéart som beskrevs av Rudolf Schlechter. Dendrobium opilionites ingår i släktet Dendrobium, och familjen orkidéer. Inga underarter finns listade i Catalogue of Life.